# Harald Genzmer
Harald Genzmer (Blumenthal (Bremen), 9 februari 1909 - München, 16 december 2007) was een Duitse componist.

## Levensloop
Genzmer ging in Marburg op het gymnasium en studeerde tot 1928 orgel, piano en muziektheorie bij H. Stephanie. Vanaf 1928 studeerde hij aan de Hochschule für Musik in Berlijn vooral compositie bij Paul Hindemith, die hem ook belangrijke impulsen gaf voor zijn artistieke loopbaan, piano bij Rudolf Schmidt en musicologie bij Curt Sachs.
Van 1934 tot 1937 werkte hij aan de opera in Breslau (nu Wrocław in Polen) en vanaf 1938 aan de Volksmusikschule te Berlijn-Neukölln. Tijdens de Tweede Wereldoorlog speelde hij klarinet in een militaire kapel. Later werd hij ingezet als pianist om "Lazarettenkonzerte" voor gewonde officieren te begeleiden. Toen hij nabij Garmisch-Partenkirchen gelegerd was, raakte hij bevriend met Richard Strauss. Na de oorlog werd hem een baan als docent aangeboden aan de Staatliche Akademie der Tonkunst, Hochschule für Musik in München, maar dat werd door de autoriteiten van de Amerikaanse bezettingszone in Duitsland verhinderd, zodat hij tot 1957 les gaf aan de Hochschule für Musik in Freiburg im Breisgau. Van 1957 tot 1974 was hij alsnog professor voor compositie aan de Hochschule für Musik in München.
In 1991 werd hij onderscheiden met de Maximiliaansorde voor Wetenschap en Kunst.
Genzmer schreef orkest-, kamermuziek- en koorwerken.

## Stijl
Hij is door verschillende componisten beïnvloed, maar heeft zijn eigen stijl gevonden. Opvallend is, hoe belangrijk voor de componist het genre van het concert en de concertante stijl is. In het concerteren ontplooien en openbaren zich voor hem het beste de individualiteit van de muzikant en de eigenheden van de verschillende instrumenten.

## Composities

### Werken voor orkest
- 1955 Sinfonietta, voor strijkorkest
- 1957 rev.1970 1. Sinfonie, voor groot orkest
- 1963 Concertino Nr. 2, voor piano en strijkers
- 1963 2. Orchesterkonzert
- 1964 Introduktion und Adagio, voor strijkers
- 1965 Der Zauberspiegel, ballet-suite voor orkest
- 1967 Konzert, voor altviool en orkest
- 1967 Sonatina prima, voor strijkers
- 1970 Sinfonia da Camera
- 1970 Konzert, voor orgel en orkest
- 1971 Sonatina seconda, voor strijkers
- 1974 3. Konzert, voor piano en orkest
- 1976 Miniaturen, voor strijkers
- 1977-1978 Musik für Orchester, naar een fragment van Friedrich Hölderlin
- 1977 Konzert, voor slagwerk en orkest
- 1979 Sinfonia per giovani, voor groot schoolorkest
- 1980 2. Konzert, voor orgel en strijkers
- 1983 Konzert, voor twee klarinetten en strijkers
- 1984 Konzert, voor vier hoorns en orkest
- 1985 Konzert, voor cello, contrabas en strijkers
- 1986 Dritte Sinfonie
- 1987 Cassation, voor strijkers
- 1990 Vierte Sinfonie, voor groot orkest
- 2. Sinfonie, voor strijkorkest
- 5. Sinfonie', voor groot orkest
- 2. Sinfonietta, voor strijkorkest
- Concertino, voor klarinet en kamerorkest
- Erstes Concertino, voor piano en strijkorkest met fluit
- Festliches Vorspiel, voor orkest
- Kokua, dansensuite voor groot orkest
  1. Tarantella
  2. Burleske
  3. Kokoa
  4. Dytiramba
- Konzert, voor fluit en orkest
- Konzert, voor twee piano's en orkest
- Konzert, voor twee gitaren en orkest
- Konzert, voor fluit, harp en strijkers
- Konzert, voor drie trompetten en strijkorkest
- Pachelbel-Suite, voor orkest
- Prolog, voor orkest
- Prolog II, voor orkest

### Werken voor harmonieorkest
- 1968 Divertimento voor symfonisch blaasorkest
- 1969 Konzert, voor cello en blazers
- 1974 Ouvertüre für Uster
- Konzert, voor trompet, blazers, harp en slagwerk
- Paergon zur "Sinfonia per giovani", voor saxofoonorkest

### Muziektheater

#### Balletten
| Voltooid in | titel             | aktes | première | libretto       | choreografie |
| ----------- | ----------------- | ----- | -------- | -------------- | ------------ |
| 1965        | Der Zauberspiegel |       |          | Hans Stadlmair |              |

### Missen, cantates en gewijde muziek
- 1962 Jiménez-Kantate, voor sopraan, gemengd koor en orkest
- 1969-1970 Mistral-Kantate, voor sopraan en orkest
- 1973 Deutsche Messe, voor gemengd koor en orgel
- 1975-1976 Oswald von Wolkenstein, cantate voor sopraan, bariton, gemengd koor en orkest
- 1978 Kantate (The mystic trumpeter), voor sopraan (tenor), trompet en strijkers
- 1979 Geistliche Kantate, voor sopraan-solo, mannenkoor, orgel en slagwerk
- 1981 Kantate 1981 nach engl. Barockgedichten, voor sopraan, gemengd koor en orkest
- Adventsmotette "Das Volk, das im Finstern wandelt"(Jesaja 9), voor mannenkoor en orgel
- Hymne - zum Fest des Hl. Antonius von Padua "Der Geist Gottes, des Herrn, ruht auf mir", voor mannenkoor

### Werken voor koor
- Drei Chorlieder vom Wein, voor mannenkoor
- Lied des Vogelstellers "Der Vogel, der im Fluge ruht", voor gemengd koor
- Tropus ad Gloria, voor gemengd koor
- Wach auf, wach auf, voor gemengd koor
- Zwei geistliche Festsprüche, voor mannenkoor en orgel
  1. Lobet den Herrn, alle Heiden (Psalm 117)
  2. Lasset das Wort Christi (Kol. 3,16-17)

### Vocale muziek
- 1961-1963 Fünf Lieder, naar teksten van Luis de Camões, voor bariton en piano

### Werken voor piano
- 1943 Sonate in D, voor piano vierhandig
- 1960-1962 Préludes
- 1963 Dialoge
- 1965 Studien, voor piano vierhandig
- 1975 Konzert, voor piano en slagwerk
- 1978 4 Elegien, voor piano en slagwerk

### Werken voor orgel
- 1956 Zweite Sonate
- 1963 Dritte Sonate
- 1966 Adventskonzert
- 1968 Die Tageszeiten
- 1974 Weihnachtskonzert
- 1974 Konzert, voor orgel en slagwerk
- 1982 Osterkonzert
- 1983 Pfingstkonzert
- 1980-1981 Impressionen
- Erste Sonate
- Lento misterioso II
- Tripartita in F
- Triptychon